# Kyselina 4-aminobenzoová
Kyselina 4-aminobenzoová (též známá jako kyselina para-aminobenzoová nebo PABA) je organická sloučenina s chemickým vzorcem C7H7NO2. Jedná se o bílou krystalickou látku slabě rozpustnou ve vodě. Molekula sestává z benzenového kruhu, kde jsou dva vodíkové atomy nahrazeny aminovou skupinou a karboxylovou skupinou.

## Funkce

### Živé organismy
PABA je esenciální živinou pro některé bakterie a někdy se označuje jako Vitamin Bx. U člověka PABA běžně vzniká činností bakterií E. coli ve střevě a proto není její příjem v potravě obvykle zásadní pro lidské zdraví. PABA proto není oficiálně klasifikována jako vitamin. Je meziproduktem pro bakteriální syntézu kyseliny listové (vitaminu B9). Člověk není schopen si sám syntetizovat kyselinu listovou z PABA, v jeho těle tento proces zajišťuje E. coli. PABA se někdy prodává jako esenciální živina pro použití v případech, kdy normální syntéza střevními bakteriemi není dostatečná.
Mezi symptomy deficitu PABA patří celková únava, podrážděnost, deprese, mokrý ekzém, sklerodermie (předčasné vrásky na kůži), ztráty pigmentace kůže (vitiligo) a předčasné šedivění vlasů. Mezi potravní zdroje PABA patří játra, pivovarské kvasinky (nebo nefiltrované pivo), ledviny, melasa a celozrnné obiloviny.
Sulfonamidy jsou chemicky podobné PABA a jejich antibakteriální aktivita spočívá ve schopnosti interferovat s konverzí PABA na kyselinu listovou pomocí dihydropteroátsyntetázy a následného využití bakterií.

### Průmysl
V minulosti se PABA široce používala jako UV filtr v ochranných prostředcích proti slunci. Bylo však zjištěno, že zvyšuje tvorbu některých poškození DNA v lidských buňkách a tedy zvyšuje i riziko rakoviny kůže. Proto se nyní používají bezpečnější a účinnější deriváty PABA, například oktyldimethylPABA (padimát O).
Draselná sůl se využívá jako léčivo proti fibrotickým kožním poruchám (obchodní značka POTABA). PABA se občas užívá (ve formě tablet) při syndromu dráždivého tračníku k potlačování souvisejících symptomů a v nutričně epidemiologických studiích je zjištění úplnosti 24hodinového sběru moči při určování hladin sodíku, draslíku nebo dusíku.
PABA se využívá též při výrobě esterů, kyseliny listové a azobarviv.